# Крымчакский язык
Крымча́кский язы́к (кърымчах тыльы) — язык крымчаков. Относится к кыпчакско-половецкой подгруппе тюркских языков. Иногда рассматривается как этнолект крымскотатарского языка. В 1997 году Российская Академия Наук признала крымчакский язык самостоятельным тюркским языком.
До революции 1917 года крымчаки в основе своей были двуязычны: языком общения у них был крымчакский (то есть тюркский), а религиозные службы и личную переписку они вели на древнееврейском языке. Сегодня большинство крымчаков уже не говорит по-крымчакски. Как и крымскотатарский язык, тюркский говор крымчаков носит смешанный кыпчакско-огузский характер. Крымчакский язык сохранил древнейшие архаичные черты, которые, несмотря на заметное влияние османского или огузского языка, разительно сближают его с карачаево-балкарским языком больше даже, чем с караимским. При этом, османское влияние проявляется лишь в фонетике и некоторой лексике, но не в морфологии, что учитывается при отнесении крымчакского языка в одну группу с карачаево-балкарским и караимским языками. 
До конца XIX века крымчаки называли свой язык «чагатай». Отличительной чертой крымчакского этнолекта от всех тюркских языков, за исключением караимского, является наличие гебраизмов.

## Генеалогическая информация
Крымчакский язык принадлежит к тюркской семье, кыпчакской группе, половецко-кыпчакской подгруппе. Вопрос о взаимоотношениях языка, на котором говорили крымчаки, и крымскотатарского языка разрешен не до конца. Одни считают крымчакский язык диалектом или этнолектом крымскотатарского, другие признают его самостоятельным языком. Существует также мнение, что крымчаки говорили на различных диалектах крымскотатарского языка в зависимости от места их проживания. По этой причине предлагается крымчакский язык называть крымчакским идиомом.  

## Ареальная информация
Община крымчаков сформировалась на Крымском полуострове в период позднего средневековья и раннего нового времени из представителей еврейских общин Европы, Малой Азии, Кавказа и Ближнего Востока. Сейчас крымчаки расселены по всему миру (Россия, Украина, Абхазия, Израиль, Америка). На сегодняшний день нет точной информации о том, сколько крымчаков проживает в каждой из стран. 

## Социолингвистическая информация
До Великой Отечественной войны в Крыму проживало около 6000 крымчаков, для подавляющего большинства из которых родным языком был крымчакский. Во время немецкой оккупации 1941—1944 годов гитлеровцы уничтожили почти всех крымчаков. В живых осталось около 1000 человек — мужчины, ушедшие на фронт, и немногочисленные семьи, успевшие эвакуироваться. На сегодняшний день крымчакский язык является родным только для трёх человек пожилого возраста. Один из них, Давид Реби, выпустил в 2004 году книгу с кратким описанием языка и крымчакско-русским словарём. Одна из последних носительниц живой крымчакской речи — Виктория Багинская (девичья фамилия — Гурджи) — умерла 7 января 2012 года в Краснодаре. По данным переписи населения Крымского полуострова 2014 года, крымчакским языком там владело 8 человек. В 2019 году использовать крымчакский язык могли только двое человек: один из Симферополя, другой из Керчи.

## Письменность
За всю историю своего существования крымчакский сменил 5 систем письма. Крымчаки являются иудеями по религии, поэтому священным языком для них являлся древнееврейский и арамейский. Наибольшее количество крымчакских надписей в источниках выполнено еврейским письмом.
Возникновение крымчакской письменности на основе арамейского алфавита связано с необходимостью перевода молитв с древнееврейского языка (памятник конца XV — начала XVI вв. «Ритуал Каффы»). В учебных пособиях по крымчакскому языку, изданных в 1930-е годы, использовался латинский алфавит:
| A a | B ʙ | C c | Ç ç | D d | E e | F f | G g |
| H h | I i | J j | Ь ь | K k | Q q | Ƣ ƣ | L l |
| M m | N n | Ꞑ ꞑ | O o | Ɵ ɵ | P p | R r | S s |
| Ş ş | T t | U u | Y y | V v | Z z | Ƶ ƶ |     |

После 1936 года книгоиздание на крымчакском языке было прекращено, и язык официально попал в разряд бесписьменных. При записи текстов на своём языке, начиная с конца 1930-х годов, крымчаки пользовались русской кириллицей.
Современный крымчакский алфавит:
| А а | Б б | В в | Г г   | Гъ гъ | Д д | Е е | З з   |
| И и | Й й | К к | Къ къ | Л л   | М м | Н н | Нъ нъ |
| О о | Ӧ ӧ | П п | Р р   | С с   | Т т | У у | Ӱ ӱ   |
| Ф ф | Х х | Ч ч | Чъ чъ | Ш ш   | Ы ы | Ь ь | Э э   |

## Лингвистические черты

### Фонетика и фонология
Крымчакскому языку свойственны следующие черты:
- Сильная редукция гласного переднего ряда «и», который в слабой позиции на письме обозначается буквой ы: быр «один», сыз «вы», кытийим «я иду отсюда», кыбык «как».
- Спирантизация къ в конце слова: бойдах «холостяк», къартлых «старость».
- Звуки гъ, къ, нъ, дж отличаются от русских звуков.Твёрдый знак не важен сам по себе, он используется как способ передачи звуков ему предшествующих.
- Огузский начальный в: вер «дай», вар «есть, имеется», вар- «пойти».
- Огузская форма вспомогательного глагола ол‑ «быть».
- Переход начального т в ч: чыш «зуб», чӱш «сон», чӱшмек «падать».
- Некоторая депалатализация гласных ӧ, ӱ в первых слогах: ач копеклер «голодные собаки»; мен ишчы дугульым «я не рабочий».
- Закон сингармонизма иногда подвергается нарушениям в формах настоящего времени, где а переходит в и под влиянием й, например: ашийим (я ем), йашийим (я живу).
- В отличие от крымскотатарского языка в крымчакском есть множество примеров нарушения палатальной гармонии гласных в слове (аглер вместо аглар «он/она плачет», йетмыш вместо йетмиш «семьдесят»).
- В большинстве слов ударение стоит на последнем слоге. Когда слово переходит в другой падеж, ударение также остаётся в конце слова. Например: адаˈ «остров», адалардаˈн «с островов».

### Морфосинтаксис
Область морфологии совпадает со средним диалектом крымскотатарского языка.
- Одним из феноменов крымчакского языка является равноценное использование суффикса прошедшего неочевидного времени –мыш, существующего в двух вариантах, и суффикса –гъан, существующего в четырёх вариантах.
- Местоимения, существительные и прилагательные не имеют грамматической категории рода. “Он”, “она”, “оно” в крымчакском обозначаются одним местоимением о.
- Для крымчакского языка также свойственны формы вспомогательных слов типа: бельким, чюнкюм, илен, кибик.

### Лексика
Лексика крымчакского языка существенно отличается от словарного состава близкородственных ему крымскотатарского и караимского языков. Литература крымчаков на религиозную тематику в силу ряда причин имеет пласт библейской лексики. В книге «Нисим ве нифляот» представлено 65 древнееврейских слов. Это 2 % от лексики всего текста. Встречаются также заимствованные из древнееврейского целые вводные выражения типа: «Хакадош барух ху» – да святится имя его; «Хашем йитбарах» – Святое имя.
В бытовой лексике также имеются расхождения. 
| Русский     | Крымчакский  | Крымскотатарский | Караимский    |
| ----------- | ------------ | ---------------- | ------------- |
| веселый     | къур         | шенъли           | къурсий, шен  |
| скверный    | русфай       | Тмаскъара        | авара, русвай |
| гордиться   | магъурланмах | гъурурланмакъ    | къампаймакъ   |
| вдруг       | анистан      | апансыздан       | апансыздан    |
| влюбляться  | эйран олмах  | севда олмах      | зэвдаланмакъ  |
| спокойствие | хенльик      | раат             | рахъатлык     |

Другая отличительная лексика: къысреге «правдивый», чешни «вкус»,опранмах «страдать», мефе «польза», авода «служба», акибат «надежда», хора «всевышний, бог», зофра «желчь», д’иба «шелк», халт «глупость», арын «просто», могеджет «чудо», бехсун «грустный»,исфат «клятва» и т. п. Рукописные сборники, именуемые у караимов мэджума, у крымчаков называются джонк (ср. крымскотатарское джонк «альбом»).

## Обучение языку
В начале XX века в Симферополе и Карасубазаре действовали две начальные школы с обучением на крымчакском языке. Первый букварь и учебник для начальных классов на крымчакском языке составил И. С. Кая. В 1989 году в Симферополе действовала воскресная школа, где слушатели разного возраста изучали крымчакский язык.

## Примеры
Отрывок стихотворения А. Пушкина «Туча» на крымчакском языке в переводе В. Багинской-Гурджи:
Булут къап-къара, сэн нэге давранайсынъ?
Нэге ачылгъан кӧклерде долашайсынъ?
Нэге къарартайсынъ ярых кӱнлерны?
Нэге йыгълатайсынъ частлы аваны?..
Последняя туча рассеянной бури!
Одна ты несешься по ясной лазури,
Одна ты наводишь унылую тень,
Одна ты печалишь ликующий день…
Пословица на крымчакском языке. В. Багинской-Гурджи
Кымы су тапмаз ичмее, кымы копур тапмаз кечмее
Кто воды не найдет напиться, а кто моста не найдет — пройти